# Prunus fragrans
Prunus fragrans — вид квіткових рослин з родини трояндових (Rosaceae). Ареал охоплює такі країни: Філіппіни (Лусон, Міндоро, Негрос і Панай).
Немає інформації про середовище існування та екологію цього невеликого виду дерев